# Gachon University
Koordinaten: 37° 27′ 4″ N, 127° 7′ 45″ O
Die Gachon University (koreanisch: 가천대학교) ist eine private Universität in Südkorea mit dem Sitz in Seongnam. 
Die aktuelle Struktur der Gachon-Universität ist das Ergebnis einer Fusion zwischen vier bestehenden Hochschulen. Die Gachon University of Medicine and Science und das Gachon-gil College fusionierten 2007, die Kyungwon University (Gründung 1982) und das Kyungwon College fusionierten 2007 und die Gachon University of Medicine and Science und die Kyungwon University fusionierten 2012. 
Die Gachon-Universität verfügt über drei Campusse für Studenten, den Global Campus (Hauptcampus) in Seongnam, Satellitencampusse in Gyeonggi-do und in Yeonsu District in Incheon, sowie die School of Medicine in Guwol-dong, Namdong District. Die Gachon-Universität hat eine strategische Partnerschaft mit der Hawaiʻi Pacific University. 